# Protium tovarense
Protium tovarense är en tvåhjärtbladig växtart som beskrevs av Henri François Pittier. Protium tovarense ingår i släktet Protium och familjen Burseraceae. Inga underarter finns listade i Catalogue of Life.